# سنت جان (دهانه)
سنت جان یک دهانه برخوردی در ماه‌ است.